# رازمیک گریگوریان (بازیکن فوتبال)
رازمیک گریگوریان (ارمنی: Ռազմիկ Գրիգորյան؛ زادهٔ ۱۱ اکتبر ۱۹۷۱) یک بازیکن فوتبال در پست هافبک اهل ارمنستان است.

## باشگاهی
از باشگاه‌هایی که در آن بازی کرده‌است می‌توان به آرارات ایروان، باشگاه فوتبال زسکا صوفیه، باشگاه فوتبال ایروان و باشگاه فوتبال اسپارتاک ایروان اشاره کرد.

## تیم ملی
وی همچنین در تیم ملی فوتبال ارمنستان بازی کرده است. گریگوریان نخستین بازی ملی خود را که یک بازی دوستانه بود در تاریخ ۱۵ مه ۱۹۹۴ در مقابل ایالات متحده آمریکا انجام داد. در تاریخ ۱۰ مه ۱۹۹۵ وی نخستین گل رسمی تیم ملی فوتبال ارمنستان را پس از استقلال از اتحاد شوروی به ثمر رسانده است.

### گل‌های ملی
| # | تاریخ          | ورزشگاه        | حریف          | گل زده | نتیجه | رقابت                               |
| - | -------------- | -------------- | ------------- | ------ | ----- | ----------------------------------- |
| ۱ | ۱۰ مه ۱۹۹۵     | ارمنستان       | مقدونیه شمالی | ۲-۲    | تساوی | مرحله مقدماتی جام ملت‌های اروپا ۱۹۹۶ |
| ۲ | ۶ سپتامبر ۱۹۹۵ | جمهوری مقدونیه | مقدونیه شمالی | ۲-۱    | برد   | مرحله مقدماتی جام ملت‌های اروپا ۱۹۹۶ |